# Pararistolochia leonensis
Pararistolochia leonensis là một loài thực vật có hoa trong họ Aristolochiaceae. Loài này được (Mast.) Hutch. & Dalziel mô tả khoa học đầu tiên năm 1927.